# NGC 6791
NGC 6791 è un lontano ammasso aperto visibile nella costellazione della Lira; appare piuttosto ricco e molto concentrato ed è uno degli ammassi aperti più antichi che si conoscano.

## Osservazione

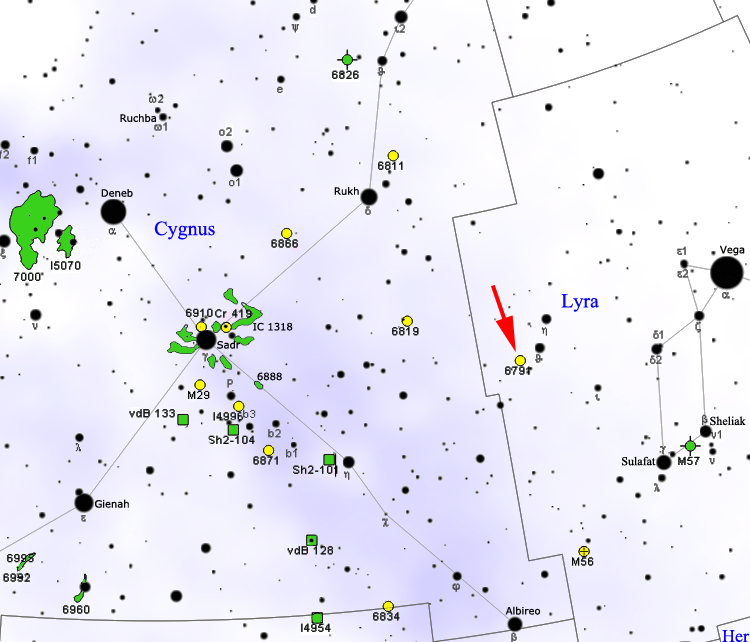
Mappa per individuare NGC 6791.

NGC 6791 è un oggetto piuttosto debole, situato meno di un grado a sudest della stella arancione θ Lyrae, in un campo stellare moderatamente ricco di stelle deboli situato sul bordo della Via Lattea. Attraverso un binocolo 10x50 è praticamente invisibile e nelle migliori condizioni si presenta al massimo come un debolissimo alone diffuso; con piccoli rifrattori il suo aspetto non migliora, dato che le sue componenti più luminose arrivano appena alla magnitudine 13. Strumenti con 200mm di diametro ne permettono una parziale risoluzione.
Quest'ammasso può essere osservato da entrambi gli emisferi terrestri, sebbene la sua declinazione molto settentrionale favorisca notevolmente gli osservatori dell'emisfero nord; dalle regioni boreali si presenta estremamente alto nel cielo nelle notti d'estate, mentre dall'emisfero australe resta sempre molto basso, ad eccezione delle aree prossime all'equatore. È comunque visibile da quasi tutte le aree abitate della Terra. Il periodo migliore per la sua osservazione nel cielo serale è quello compreso fra giugno e novembre.

## Storia delle osservazioni
NGC 6791 venne osservato per la prima volta da Friedrich Winnecke nel dicembre del 1853, essendo sfuggito a tutti i membri della famiglia di William Herschel. In seguito l'ammasso venne inserito nel New General Catalogue, edito verso la fine dell'Ottocento.

## Caratteristiche

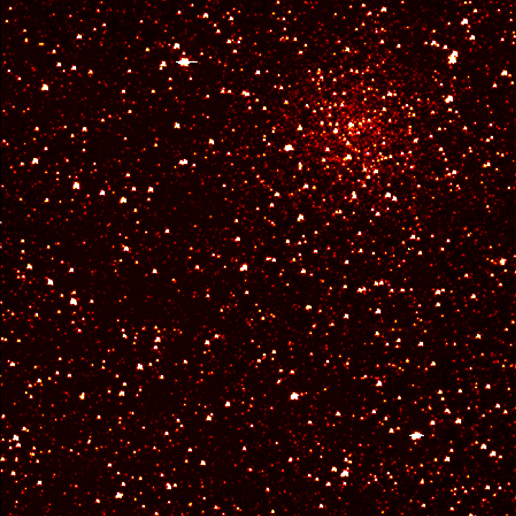
NGC 6791 ripreso dal satellite Kepler.

A causa delle particolari caratteristiche della sua popolazione stellare, NGC 6791 è uno degli ammassi aperti più studiati del cielo, anche se a livello amatoriale è assai poco conosciuto; si tratta di uno degli ammassi più antichi che si conoscano, con un'età stimata inizialmente attorno ai 6 miliardi di anni e attestata infine attorno agli 8 miliardi di anni. La sua distanza è invece stimata attorno ai 4080 parsec (13300 anni luce), ad una latitudine galattica molto elevata e dunque quasi all'esterno del disco galattico.
La sua caratteristica più rilevante riguarda la metallicità delle sue stelle membri, che nonostante siano quasi due volte più vecchie del Sole presentano una quantità più che doppia di ferro in rapporto all'idrogeno; ciò contrasta con la linea generale secondo cui le stelle più antiche sono anche quelle naturalmente più povere di metalli. La concentrazione è molto elevata al centro, al punto che in tutto l'ammasso sono state scoperte 47 stelle vagabonde blu e altre 55 di colore giallo; sono inoltre presenti 174 giganti rosse. Un'ulteriore particolarità deriva dalla sua grande abbondanza di nane bianche, il cui studio permette di affinare le teorie sull'evoluzione stellare e la fisica del plasma, dunque sull'origine stessa dell'Universo; la sequenza di raffreddamento insolita osservata per nane bianche di quest'ammasso è stata spiegata con l'ipotesi che circa il 34% di esse costituisce in realtà un sistema binario di nane bianche.
NGC 6791 rientra nel campo visivo della missione Kepler, destinata allo studio delle stelle con sistemi planetari attraverso il metodo del transito; a circa 15' a nordest dell'ammasso è stata individuata la stella Kepler-19, il cui moto proprio indica però che si tratta di una stella situata molto in primo piano rispetto all'ammasso, di cui pertanto non fa parte.